# Едігейсон Гоміш
Едігейсон Гоміш (дан. Edigeison Gomes, нар. 17 листопада 1988, Бісау) — футболіст Гвінеї-Бісау та Данії, захисник клубу «Хенань Цзяньє».
Виступав, зокрема, за клуби «Кьоге» та «Есб'єрг», а також олімпійську збірну Данії.

## Клубна кар'єра
У дорослому футболі дебютував 2012 року виступами за команду клубу «Кьоге», в якій провів два сезони, взявши участь у 29 матчах чемпіонату.
Своєю грою за цю команду привернув увагу представників тренерського штабу клубу «Есб'єрг», до складу якого приєднався 2014 року. Відіграв за команду з Есб'єрга наступний сезон своєї ігрової кар'єри.
До складу клубу «Хенань Цзяньє» приєднався 2015 року. Відтоді встиг відіграти за команду з Чженчжоу 44 матчі в національному чемпіонаті.

## Виступи за збірну
2016 року захищав кольори олімпійської збірної Данії. У складі цієї команди провів 4 матчі. У складі збірної — учасник футбольного турніру на Олімпійських іграх 2016 року у Ріо-де-Жанейро.
Наприкінці травня 2017 року він погодився офіційно грати в складі національної збірної Гвінеї-Бісау 10 червня 2017 дебютував у складі національної збірної Гвінеї-Бісау в матчі проти збірної Намібії.